# جانين بومي فيجا
كانت جانين بومي فيجا (23 ديسمبر 2010 -5 فبراير 1942) شاعرة أمريكية مرتبطة بفرق الإيقاع.

## الحياة السابقة
ولدت جانين بومي في 5 فبراير 1942 في جيرسي سيتي بولاية نيو جيرسي، وترعرعت في يونيون سيتي بولاية نيو جيرسي. كان والدها يعمل في الحليب في الصباح ونجارًا بعد الظهر. في سن السادسة عشرة- وعلى خطى رواية على الطريق لجاك كيرواك- سافرت إلى مانهاتن للمشاركة في مشهد جيل بيت هناك.

## الحياة المهنية
في عام 1962، انتقلت فيجا إلى أوروبا مع زوجها الرسام فرناندو فيجا. بعد وفاته المفاجئة في إسبانيا عام 1965، عادت إلى مدينة نيويورك، ثم انتقلت إلى كاليفورنيا. نشرت سيتي لايتس كتابها الأول قصائد لفرناندو عام 1968 كجزء من سلسلة شعراء جيب أضواء المدينة. خلال أوائل السبعينيات، عاشت فيجا كناسكة على جزيرة إيسلا ديل سول في بحيرة تيتيكاكا على الحدود البوليفية البيروفية؛ ومن هذا المنفى الاختياري، جاءت مجلة الناسك (1974) وممر الصباح (1976).
بعد عودتها إلى أمريكا، نشرت أكثر من عشرة كتب، بما في ذلك تتبع الثعبان ورحلات إلى أربع قارات (1997) وهي مجموعة من كتابات السفر. كان آخر كتاب شعر لها هو البيانو الأخضر، ثم فازت بعدها بجائزة غولدا. على مدار حياتها فازت باثنين من هذه الجوائز وحصلت على العديد من المنح والجوائز عن أعمالها، بما في ذلك منحة من مؤسسة البفن.
في السبعينيات، بدأت فيجا العمل كمعلمة في المدارس من خلال الفنون المختلفة في البرامج التعليمية وفي السجون من خلال منظمة الشقوق / الفنون. عملت في لجنة الكتابة في سجن بن. كانت بومي فيجا من رواد الحركة النسائية في الولايات المتحدة ،عملت على تحسين حياة وظروف وفرص النساء في السجن. ولجهودها وعملها في السجون حصلت على منحة المشروع من مجلس ولاية نيويورك للفنون والتي كانت تُمنح للفائزين كل عام لمدة 20 عامًا بعد عام 1988.
سافرت فيجا في جميع أنحاء قارات أمريكا الشمالية وأمريكا الجنوبية وفي جميع أنحاء أوروبا بما في ذلك أوروبا الشرقية، وبلدان في الشرق الأوسط وكانت تسافر في كثير من الأحيان بمفردها. لقد كونت صداقات في كل مكان وكانت تقترب من الجميع على نفس المستوى الأساسي والإنساني بالحب والرحمة.

## الحياة الشخصية والموت
بحلول عام 2006، كانت فيجا تعيش بالقرب من وودستوك وقد أمضت السنوات الـ 11 الأخيرة من حياتها مع الشاعر آندي كلوزين.
توفيت جانين بومي فيجا بسلام بسبب نوبة قلبية في منزلها في ويلو، نيويورك في 23 ديسمبر 2010.

## الأعمال[9]
- البيانو الأخضر
- الماشي
- جنون كلاب ترييستي: قصائد جديدة ومختارة
- تتبع الثعبان
- الطريق إلى منزلك هو طريق جبلي
- أساور حمراء
- خيوط المتاهة
- جزيرة الشمس
- سكران على نهر جليدي، يتحدث إلى الذباب
- كتابة السماء
- قمة طريق الأرض
- البومة الباردة
- مجلة الناسك وتحت السماء
- هنا عند الباب
- ممر الصباح
- قصائد لفرناندو

## الروابط الخارجية
- http://www.janinepommyvega.com/
- جانين بومي-فيغا (1942-2010) هذه المقبرة الإلكترونية للشاعر بيير جوريس تتضمن القصيدة الافتتاحية لكتابها الأول، قصائد لفرناندو (كتب سيتي لايتس، 1968) وقصيدة إجلال كتبها فاليري أوستينو بعنوان «دائرة الطبل لجانين بومي فيجا».